# Estación de Zug Casino
La estación de Zug Casino es una estación ferroviaria de la comuna suiza de Zug, en el Cantón de Zug.

## Historia y situación
La estación de Zug Casino fue inaugurada en el año 2009 con una segunda fase de ampliación de la red de trenes de cercanías Stadtbahn Zug.
Se encuentra ubicada en la zona sur del núcleo urbano de Zug, en las inmediaciones del Teatro-Casino de Zug. Cuenta con un andén lateral al que accede una vía pasante.
En términos ferroviarios, la estación se sitúa en la línea Thalwil - Zug - Arth-Goldau. Sus dependencias ferroviarias colaterales son la estación de Zug Postplatz hacia Thalwil y la estación de Zug Fridbach en dirección Arth-Goldau.

## Servicios ferroviarios
Los servicios ferroviarios de esta estación están prestados por SBB-CFF-FFS.

### Stadtbahn Zug
De la red de cercanías Stadtbahn Zug pasa una línea por la estación:
- S 2 Baar Lindenpark - Zug - Walchwil - Arth-Goldau - Brunnen - Erstfeld